# 王龍威
王龍威（英語：Johnny Wang，1948年11月3日—），生於香港，祖籍山東，是活躍於1970-90年代的香港武打演員及動作指導，亦曾擔任電影導演等職。1985 年，王龙威转战幕后，编舞打斗场面，编剧，执导《香港教父》等多部电影。他在 2009 年之前的某个时候退出了这个行业。

## 簡歷
王龍威自幼習武，但無心向學，經常轉校。中學將畢業時因與同學打架而被開除，父親送給他一支木結他，希望能助他陶冶性情。綴學後曾從事一般寫字樓工作，但無法適應刻板生活，於是愛上音樂的他加入樂隊成為職業結他手，期間開始談戀愛並結婚生了一女一子其為長女錦雯長子袓鈞。至二十四、五歲時因希望事業有更進一步發展，辭任樂隊之職。
後投考導演張徹自組的長弓影業成為該公司第二期演員，與同期的梁家仁是多年好友。不久長弓結業，他隨張徹加入邵氏，擔任武打演員，多參與張徹及劉家良導演作品，多演反派角色，尤其是經常在另一著名武打演員傅聲主演的電影中飾演傅聲所演出的角色的死敵,經常在電影中與傅聲飾演的角色鬥個「你死我活」。後亦出任動作指導。1985年，他獲邵氏方逸華提拔為導演，在處女作《山東狂人》裡，因原編劇過世，他一人兼任導演、編劇、武術指導、演員四職。
武術方面，王龍威曾習洪拳、空手道（考至黑帶三段）、泰拳、西洋拳（師承吳鐵虎）。加入電影圈後，時隨劉家良研習洪拳。
現兒孫滿堂樂淘,啟睿,玉龍,雲龍都是他的孫子。現在退出影壇，安享晚年。

## 個人生活
2014年，王龍威出席一名親友的喪禮時，曾因父親遺產問題與五弟王龍光發生肢體衝突而招惹官非。

## 幕前演出作品
| 年份 | 作品名稱                      | 作品類型   | 角色                         |
| ---- | ----------------------------- | ---------- | ---------------------------- |
| 1974 | 洪拳與詠春                    | 香港電影   |                              |
| 1974 | 少林五祖                      | 香港電影   |                              |
| 1975 | 馬哥波羅                      | 香港電影   | 都立丹，蒙古武士             |
| 1976 | 少林寺                        | 香港電影   |                              |
| 1976 | 八國聯軍                      | 香港電影   | 李忠清                       |
| 1977 | 射鵰英雄傳                    | 香港電影   | 歐陽鋒                       |
| 1978 | 射鵰英雄傳續集                | 香港電影   | 歐陽鋒                       |
| 1978 | 五毒                          | 香港電影   | 王大老爺                     |
| 1978 | 冷血十三鷹                    | 香港電影   |                              |
| 1978 | 南少林與北少林                | 香港電影   |                              |
| 1979 | 廣東十虎與後五虎              | 香港電影   | 梁思貴                       |
| 1979 | 爛頭何                        | 香港電影   | 范天剛，大反派四太子麾下高手 |
| 1979 | 金臂童                        | 香港電影   | 鐵衣生，七殺谷三頭目之一     |
| 1980 | 背叛師門                      | 香港電影   |                              |
| 1980 | 通天小子紅槍客                | 香港電影   |                              |
| 1980 | 少林搭棚大師                  | 香港電影   | 王高峯，惡霸                 |
| 1980 | 甩牙老虎                      | 香港電影   |                              |
| 1981 | 長輩                          | 香港電影   |                              |
| 1981 | 南北獅王                      | 香港電影   |                              |
| 1981 | 龍虎小英雄                    | 香港電影   |                              |
| 1981 | 武館                          | 香港電影   | 單雄，上海精武門高手         |
| 1981 | 紅粉動江湖                    | 香港電影   |                              |
| 1982 | 小子有種 （原名：老子與小子） | 香港電影   |                              |
| 1982 | 城寨出來者                    | 香港電影   |                              |
| 1984 | 醉拳王無忌                    | 香港電視劇 | 練辟邪                       |
| 1985 | 山東狂人                      | 香港電影   |                              |
| 1985 | 摩登仙履奇緣                  | 香港電影   | 殺手泰利                     |
| 1985 | 尖東梟雄                      | 香港電影   |                              |
| 1992 | 雙龍會                        | 香港電影   | 阿威                         |
| 1993 | 至尊三十六計之偷天換日        | 香港電影   | 阿豹，大反派富商的打手       |
| 1996 | 古惑仔之人在江湖              | 香港電影   | 威爺，黑社會頭目             |
| 2000 | 社團之撚位                    | 香港電影   | 黑熊，黑社會頭目             |

## 幕後作品
| 年份 | 作品名稱   | 作品類型 | 職務                       |
| ---- | ---------- | -------- | -------------------------- |
|      | 山東狂人   |          | 導演、編劇、武術指導、演員 |
| 1985 | 尖東梟雄   | 香港電影 | 導演、編劇、動作指導、演員 |
| 1986 | 流氓英雄   | 香港電影 | 導演                       |
| 1988 | 殺出香港   | 香港電影 | 導演                       |
| 1988 | 情義心     | 香港電影 | 導演                       |
| 1989 | 同根生     | 香港電影 | 導演                       |
| 1990 | 虎膽女兒紅 | 香港電影 | 導演                       |
| 1991 | 火爆浪子   | 香港電影 | 導演                       |
| 1992 | 花街狂奔   | 香港電影 | 導演                       |
| 2003 | 女拳王     | 香港電影 | 導演                       |

## 外部連結
- 王龍威在香港影庫上的簡介